# Premio Kresnik

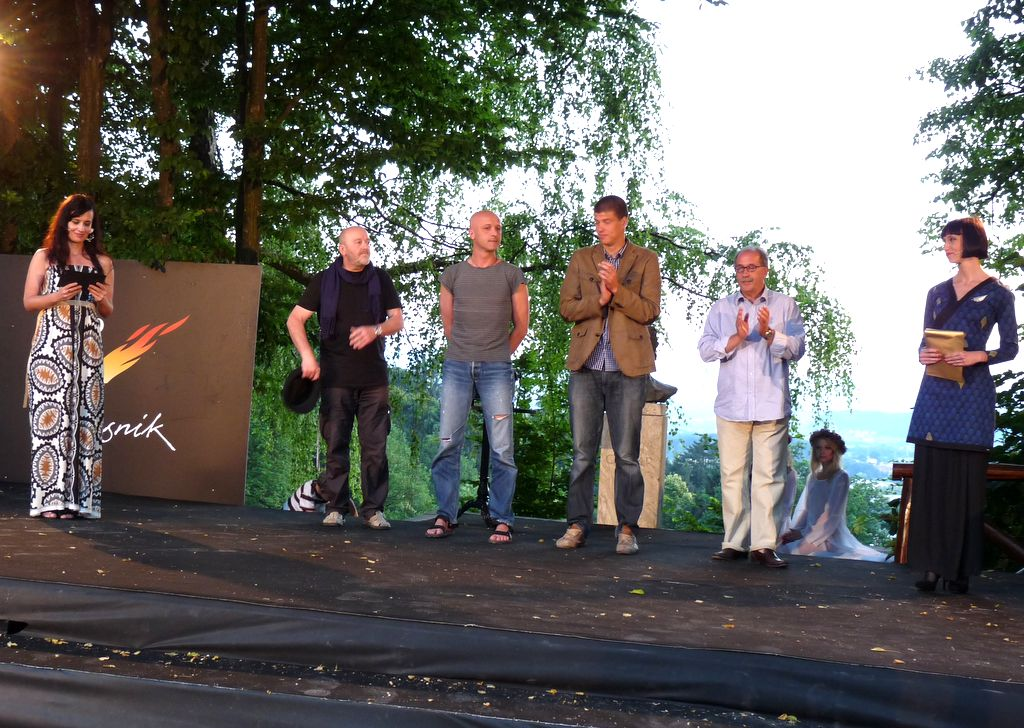
Premio Kresnik en 2013.

El Premio Kresnik es un galardón literario de Eslovenia otorgado cada año a la mejor novela en esloveno del año previo. Se ha otorgado desde 1991 en el solsticio de verano por la casa editorial de periódicos Delo. La entrega de premios se lleva a cabo normalmente en el Rožnik Hill, Liubliana donde el ganador es invitado a encender un gran bonfire. El ganador también recibe una recompensa económica.
| Año  | Autor             | Novela                     | Título en castellano                | Publicó                         |
| ---- | ----------------- | -------------------------- | ----------------------------------- | ------------------------------- |
| 1991 | Lojze Kovačič     | Kristalni čas              | Tiempo de Cristal                   | DZS                             |
| 1992 | Feri Lainšček     | Namesto koga roža cveti    | En cambio, cuando una flor florece  | Prešernova družba               |
| 1993 | Miloš Mikeln      | Veliki voz                 | La Osa Mayor                        | Mihelač                         |
| 1994 | Andrej Hieng      | Čudežni Feliks             | El Milagroso Félix                  | Mladinska knjiga                |
| 1995 | Tone Perčič       | Izganjalec hudiča          | El Exorcista                        | Cankarjeva založba              |
| 1996 | Berta Bojetu      | Ptičja hiša                | La Casa de Pájaros                  | Wieser                          |
| 1997 | Vlado Žabot       | Volčje noči                | Noches del Lobo                     | Pomurska založba                |
| 1998 | Zoran Hočevar     | Šolen z Brega              | Šolen de Breg                       | Založba /*cf                    |
| 1999 | Drago Jančar      | Zvenenje v glavi           | Zumbido en la cabeza                | Mladinska knjiga                |
| 2000 | Andrej E. Skubic  | Grenki med                 | Miel amarga                         | DZS                             |
| 2001 | Drago Jančar      | Katarina, pav in jezuit    | Katarina, el pavo real y el jesuita | Slovenska matica                |
| 2002 | Katarina Marinčič | Prikrita harmonija         | Armonía oculta                      | Mladinska knjiga                |
| 2003 | Rudi Šeligo       | Izgubljeni sveženj         | Paquete perdido                     | Nova revija                     |
| 2004 | Lojze Kovačič     | Otroške stvari             | Cosas de la Niñez                   | Beletrina                       |
| 2005 | Alojz Rebula      | Nokturno za Primorsko      | Un Nocturno para Primorska          | Mohorjeva Celje/Trst            |
| 2006 | Milan Dekleva     | Zmagoslavje podgan         | El Triunfo de las Ratas             | Cankarjeva založba              |
| 2007 | Feri Lainšček     | Muriša                     | Muriša                              | Beletrina                       |
| 2008 | Štefan Kardoš     | Rizling polka              | Polca del Riesling                  | Litera                          |
| 2009 | Goran Vojnović    | Čefurji raus!              | ¡La Espuma del Sur va a casa!       | Beletrina                       |
| 2010 | Tadej Golob       | Svinjske nogice            | Patitas de cerdo                    | Litera                          |
| 2011 | Drago Jančar      | To noč sem jo videl        | Aquella noche la vi                 | Modrijan                        |
| 2012 | Andrej E. Skubic  | Koliko si moja?            | ¿Cuánto es mío?                     | Beletrina                       |
| 2013 | Goran Vojnović    | Jugoslavija moja dežela!   | Yugoslavia, mi tierra               | Beletrina                       |
| 2014 | Davorin Lenko     | Telesa v temi              | Cuerpos en la oscuridad             | Center za slovensko književnost |
| 2015 | Andrej E. Skubic  | Samo pridi domov           | Sólo vuelve a casa                  | Modrijan                        |
| 2016 | Miha Mazzini      | Otroštvo                   | Infancia                            | Goga                            |
| 2017 | Goran Vojnović    | Figa                       | El higo                             | Beletrina                       |
| 2018 | Drago Jančar      | In ljubezen tudi           | Y aún el amor                       | Beletrina                       |
| 2019 | Bronja Žakelj     | Belo se pere na devetdeset | Blancos lavados a los noventa       | Beletrina                       |
| 2020 | Veronika Simoniti | Ivana pred morjem          | Ivana frente al mar                 | Cankarjeva založba              |